# Eumenes coarctatus lunulatus
Eumenes coarctatus lunulatus é uma subespécie de insetos himenópteros, mais especificamente de vespas pertencente à família Vespidae.
A autoridade científica da subespécie é Fabricius, tendo sido descrita no ano de 1804.
Trata-se de uma subespécie presente no território português.